# First Sessions
Albums de Norah Jones
Come Away with Me
(2002)
First Sessions est un extended play de la chanteuse américaine Norah Jones, sorti en 2001. L'EP a été produit en édition limitée à environ 10 000 exemplaires, distribués sur le site web de la chanteuse et lors de ses concerts.

## Liste des titres
| No | Titre                    | Auteur             | Durée |
| -- | ------------------------ | ------------------ | ----- |
| 1. | Don't Know Why           | Jesse Harris       | 3:11  |
| 2. | Come Away with Me        | Norah Jones        | 3:06  |
| 3. | Something Is Calling You | Jesse Harris       | 3:25  |
| 4. | Turn Me On               | John D. Loudermilk | 2:37  |
| 5. | Lonestar                 | Lee Alexander      | 3:07  |
| 6. | Peace                    | Horace Silver      | 3:51  |

## Crédits
Musiciens
- Norah Jones – piano, voix
- Lee Alexander – basse
- Jesse Harris – guitare
- Olivier Vieser – guitare
- Dan Rieser – batterie
- Adam Rogers – guitare (titre 4)
- Tony Scherr – guitare acoustique et slide (titre 5)

Production
- Jay Newland – ingénieur du son, mixage